# Escudero
Base Profesor Julio Escudero – chilijska stacja antarktyczna położona na Wyspie Króla Jerzego. 
Profesor Julio Escudero jest stacją całoroczną, w okresie letnim może w niej mieszkać maksymalnie 20 osób. Znajduje się w odległości jednego kilometra od innej chilijskiej stacji Presidente Eduardo Frei Montalva. Pierwsze urządzenia badawcze w tym miejscu zostały umieszczone w 1975 roku, moduły mieszkalne ulokowano w 1994. Oficjalnie stacja została otwarta 5 lutego 1995. Nazwa upamiętnia Julio Escudero, prawnika zaangażowanego w opracowanie zasad chilijskiej obecności na Antarktydzie. W stacji prowadzi się badania nad promieniowaniem kosmicznym (od 1989), monitoring środowiska (od 1997), geodezyjne i kartograficzne (od 1993), biologiczne (od 1997), atmosferyczne (od 1978), limnologiczne (od 1985), meteorologiczne (od 1969) i sejsmologiczne (od 1994).